# Harold Devine
Harold Devine   (New Haven, 18 de maig de 1909 - Massachusetts, 29 d'abril de 1998) va ser un boxejador estatunidenc que va competir entre les dècades de 1920 i 1940.
El 1928 va prendre part en els Jocs Olímpics d'Amsterdam, on guanyà la medalla de bronze de la categoria del pes ploma, en perdre en semifinals contra Bep van Klaveren i guanyar en el combat per la tercera posició a Lucian Biquet.
Com a professional, entre 1928 i 1941, va disputar 60 combats, amb un balanç de 39 victòries, 17 derrotes i 4 combats nuls.